# Karin Lindell
Karin Dagmar Elisabeth Lindell, född 22 juni 1948, är en svensk ämbetsman.
Karin Lindell växte upp i Örebro. Hon studerade först matematik, sociologi och företagsekonomi vid Uppsala universitet och därefter juridik. Efter fiskalstjänstgöring i Svea hovrätt, Kammarrätten i Stockholm och Försäkringsöverdomstolen arbetade hon i riksdagen under 14 år. Hon var därefter chef för Allmänna reklamationsnämnden och konsumentombudsman/generaldirektör vid Konsumentverket 2000–06. Hon var riksrevisor 2006–09
Mellan 2010 och 2012 var hon på deltid ordförande i Patentombudsnämnden och hon utsågs 2012 till ordförande i Regelrådet.
Lindell är gift med Hans Regner.